# Abbazia di Sankt Otmarsberg
L'abbazia di Sankt Otmarsberg, benedettina, si trova sulle alture sopra Uznach, comune svizzero del Canton San Gallo, nel distretto di See-Gaster, e appartiene alla congregazione St. Ottilien che ha monasteri anche in Germania (dove fu fondato l'ordine da padre Andreas Amrhein), Austria, America, Asia e Africa, seguendo lo spirito missionario e di cultura secondo l'esempio di san Colombano e san Bonifacio. 
L'abbazia iniziò la propria attività in questo paese nel 1919 con una casa missionaria situata poco distante dalla stessa. Tra il 1962 e il 1963 venne costruito il monastero di Sankt Otmarsberg; lo stesso venne poi elevato ad abbazia nel 1982. Tra il 1987 e il 1988 venne costruita una chiesa in stile moderno.
Nel 2011 contava a livello mondiale 1030 monaci in 50 conventi, priorati e celle.